# Rivière Perley
Pour les articles homonymes, voir Perley.
La rivière Perley est un ruisseau qui coule à Lac-Nilgaut, situé dans la municipalité régionale de comté (MRC) de Pontiac, dans la région administrative de l'Outaouais, au Québec, au Canada. Elle est un affluent de la rive est de la rivière Coulonge laquelle se déverse sur la rive nord de la rivière des Outaouais.

## Toponymie
Le toponyme Rivière Perley a été officialisé le 5 décembre 1968 à la banque de noms de lieux de la Commission de toponymie du Québec.